# Église Saint-Valentin de Corts

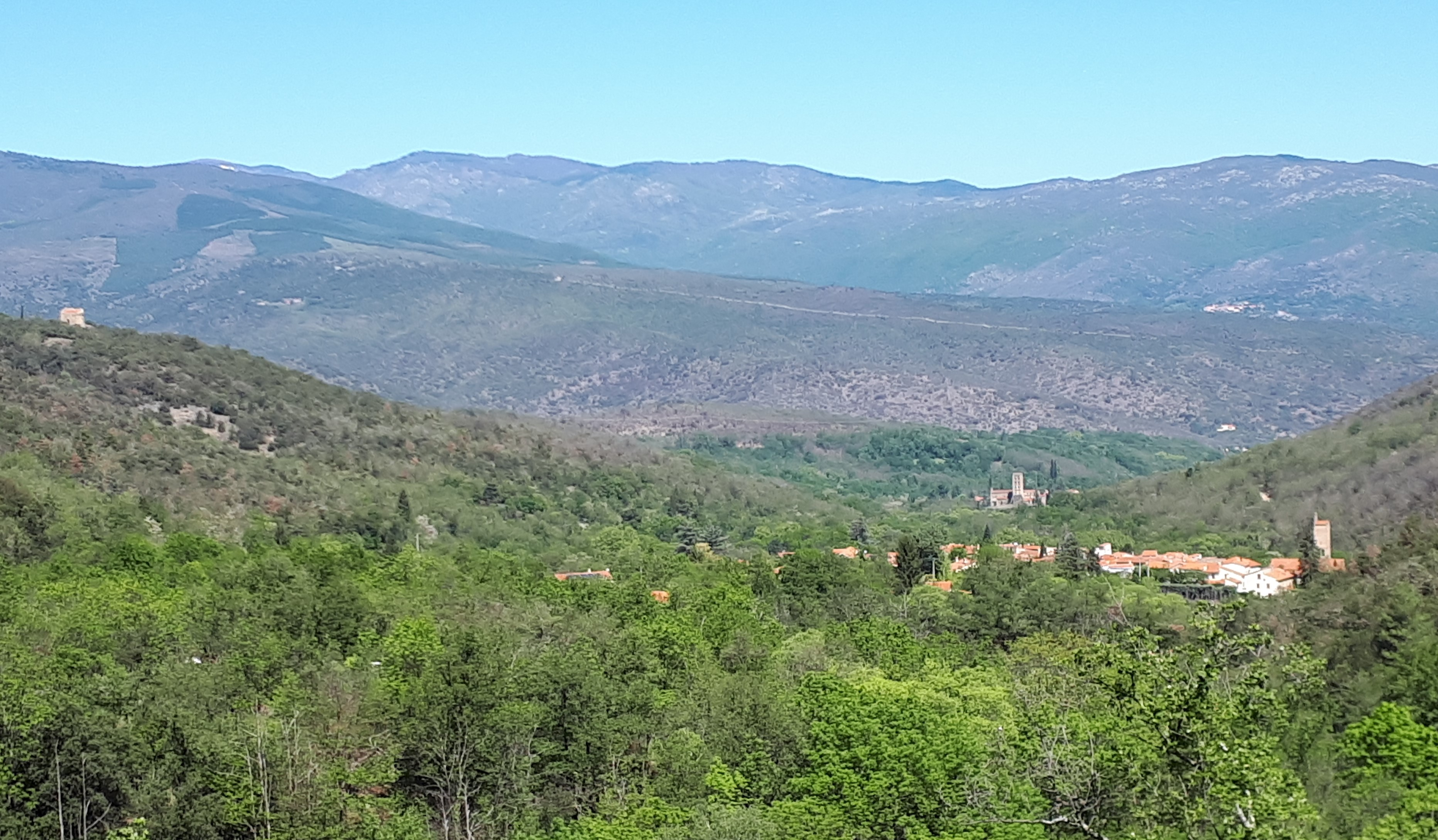
La situation de "Tour de Corts" (à gauche), avec, à droite en bas, le village de Taurinya, et, au-delà, l'abbaye Saint-Michel de Cuxa.

Pour les articles homonymes, voir église Saint-Valentin.
L'église Saint-Valentin de Corts, dite aussi Tour de Corts, est une église romane ruinée située à Taurinya, dans le département français des Pyrénées-Orientales.

## Historique
L'église Saint-Valentin est l'ancienne église paroissiale du village aujourd'hui disparu de Corts.
L'édifice d'origine a été construit aux XIe et XIIe siècles. L'abside a été surélevée au XIVe siècle pour fortifier l'église, qui ressemble de fait beaucoup à une tour, d'où sa désignation comme Tour de Corts.
L'ensemble a été inscrit aux monuments historiques en 1983.

## Description

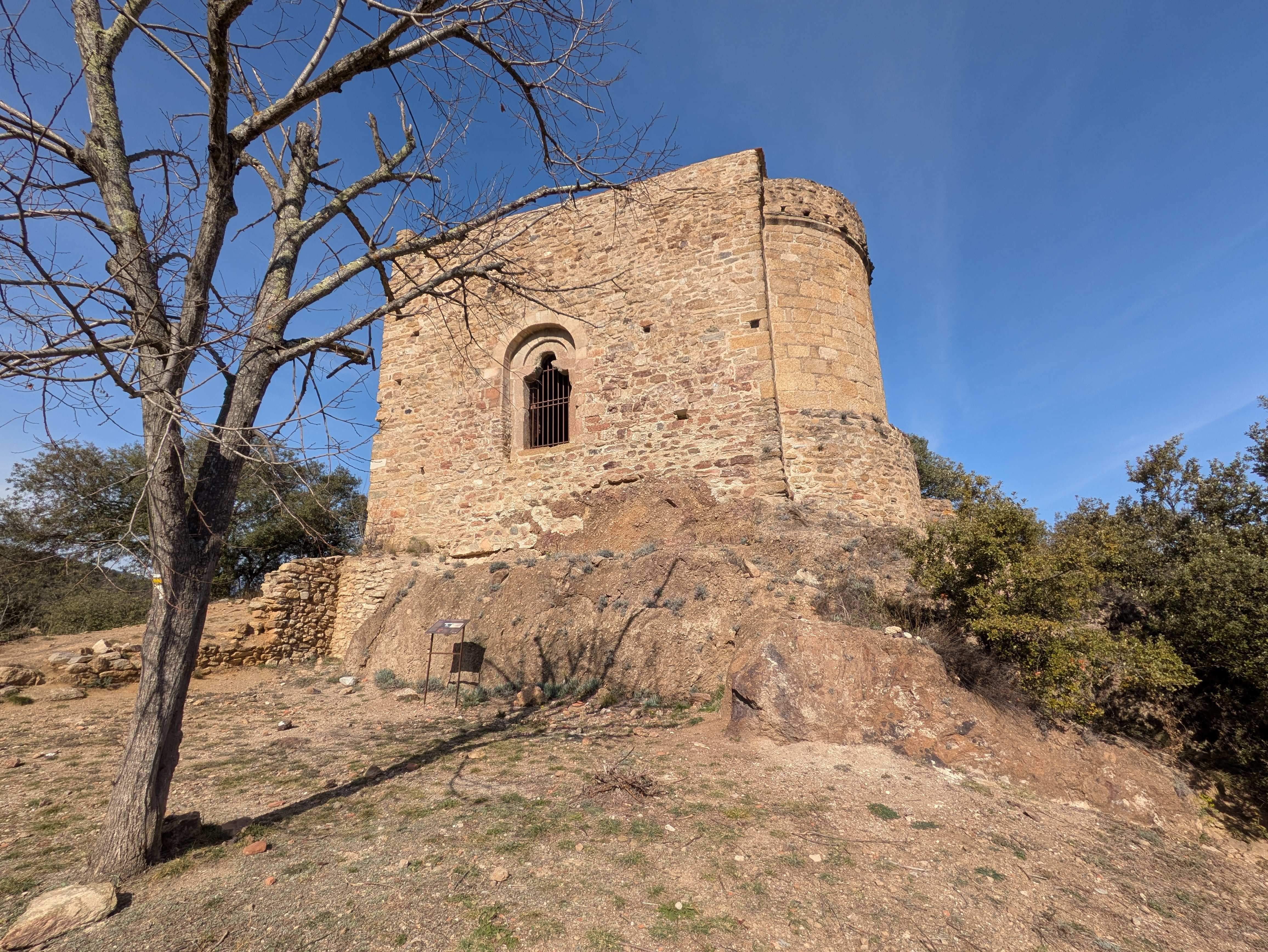
L'église avec son « abside en orthogneiss à belle patine orangée »
.

L'ancienne église se compose d'une nef unique voûtée en berceau brisé, terminée à l'est par une abside semi-circulaire, couverte d'un cul-de-four.